# 1978 في إيطاليا
فيما يلي قوائم الأحداث التي وقعت خلال عام 1978 في إيطاليا.

## سياسة

### تعيين في المنصب
- 11 مايو – جوليو أندريوتي وزير الداخلية الإيطالي ‏.
- 15 يونيو – جيوفاني ليوني عضو مجلس الشيوخ مدى الحياة.
- 9 يوليو – ساندرو برتيني رئيس إيطاليا.
- 25 نوفمبر – رومانو برودي وزير التنمية الاقتصادية ‏.

### انتهاء فترة المنصب
- 1 يناير – يوحنا بولس الأول Patriarchate of Venice [الإنجليزية]‏.
- 13 يونيو – جوليو أندريوتي وزير الداخلية الإيطالي ‏.
- 15 يونيو – جيوفاني ليوني رئيس إيطاليا.
- 17 أكتوبر – جوفاني غرونكي عضو مجلس الشيوخ مدى الحياة.

## مواليد

### يناير
- 9 يناير – جنارو غاتوزو لاعب كرة قدم إيطالي.
- 10 يناير – دانييلي براشييلي لاعب كرة مضرب إيطالي.
- 13 يناير – ماسيمو موتاريلي لاعب كرة قدم إيطالي.
- 15 يناير – فرانكو بليزوتي درّاج طريق إيطالي.
- 20 يناير – سالفاتوري أرونيكا لاعب كرة قدم إيطالي.
- 20 يناير – لوتشيانو زاوري لاعب كرة قدم إيطالي.
- 28 يناير – جانلويجي بوفون لاعب كرة قدم إيطالي.
- 31 يناير – سيموني تيريبوتشي لاعب كرة قدم إيطالي.

### فبراير
- 15 فبراير – ريكاردو أليغريتي لاعب كرة قدم إيطالي.
- 22 فبراير – لوكا بيتي

### مارس
- 16 مارس – سيموني سانا متسابق دراجات نارية إيطالي.
- 25 مارس – غينارو ديلفيكيو لاعب كرة قدم إيطالي.

### أبريل
- 1 أبريل – ماركو روسي لاعب كرة قدم إيطالي من مواليد 1978.
- 19 أبريل – جوليا كاسوني لاعبة كرة مضرب إيطالية.
- 30 أبريل – أليس كانيبا لاعبة كرة مضرب إيطالية.
- 30 أبريل – سيموني باروني لاعب كرة قدم إيطالي.

### مايو
- 9 مايو – ماسيمو باتشي لاعب كرة قدم إيطالي.
- 24 مايو – نيكولا فينتولا لاعب كرة قدم إيطالي.
- 26 مايو – فابيو فيرماني لاعب كرة قدم إيطالي.
- 30 مايو – ليوناردو أزارو لاعب كرة مضرب إيطالي.

### يونيو
- 4 يونيو – سيمون مالودروتو ملاكم إيطالي.
- 10 يونيو – فرديناندو كوبولا لاعب كرة قدم إيطالي.
- 17 يونيو – أندريا كامبانيولو لاعب كرة قدم إيطالي.
- 21 يونيو – كريستيانو لوباتيلي لاعب كرة قدم إيطالي.

### يوليو
- 13 يوليو – فيليبو أنتونيلي لاعب كرة قدم إيطالي.
- 18 يوليو – فيرجينيا رادجي عمدة روما.
- 24 يوليو – ميركو بييري لاعب كرة قدم إيطالي.

### سبتمبر
- 12 سبتمبر – إليزابيتا كاناليس
- 24 سبتمبر – فابيو كاسيرتا لاعب كرة قدم إيطالي.

### أكتوبر
- 16 أكتوبر – جانلوكا كوموتو لاعب كرة قدم إيطالي.
- 26 أكتوبر – ستيفانو موروني لاعب كرة قدم إيطالي.

### ديسمبر
- 14 ديسمبر – فابريتسيو لاي متسابق دراجات نارية إيطالي.
- 17 ديسمبر – دانييلي بورتانوفا لاعب كرة قدم إيطالي.
- 27 ديسمبر – لوكا أرياتي لاعب كرة قدم إيطالي.
- 30 ديسمبر – ماركو مالاغو لاعب كرة قدم إيطالي.

## وفيات

### فبراير
- 9 فبراير – كوستانتي جيراردينجو (مواليد 1893) درّاج طريق إيطالي.

### مايو
- 9 مايو – ألدو مورو (مواليد 1916) سياسي إيطالي.

### أغسطس
- 6 أغسطس – بولس السادس (مواليد 1897)
- 22 أغسطس – إينياتسيو سيلونه (مواليد 1900)

### سبتمبر
- 25 سبتمبر – لويجي أليماندي (مواليد 1903) لاعب كرة قدم إيطالي.
- 28 سبتمبر – يوحنا بولس الأول (مواليد 1912)

### أكتوبر
- 17 أكتوبر – جوفاني غرونكي (مواليد 1887) سياسي إيطالي.

### نوفمبر
- 28 نوفمبر – كارلو سكاربا (مواليد 1906) مهندس معماري إيطالي.

### ديسمبر
- 12 ديسمبر – فرانشيسكو لوكاتلي (مواليد 1920) دراج إيطالي.